# Miss Europe 1964

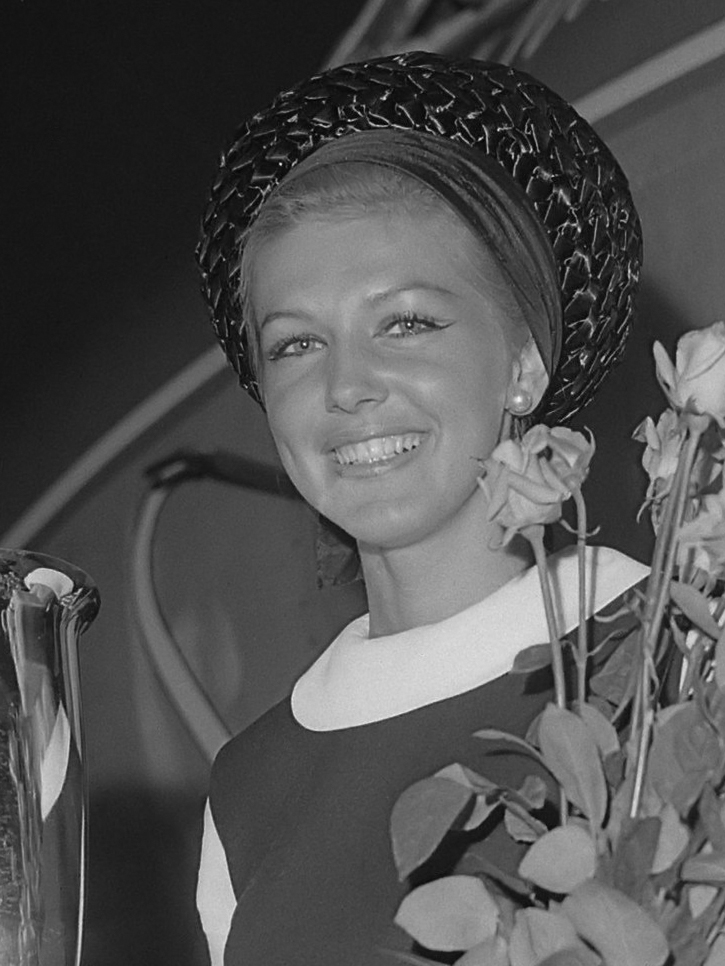
Elly Koot, Miss Holland und Miss Europe 1964

Der Wettbewerb um die Miss Europe 1964 war der sechzehnte, den die Mondial Events Organisation (MEO) durchführte. Sie war von den Franzosen Roger Zeiler und Claude Berr ins Leben gerufen worden, hatte ihren Sitz in Paris und organisierte den Wettbewerb bis 2002.
Die Kandidatinnen waren in ihren Herkunftsländern von nationalen Organisationskomitees ausgewählt worden, die mit der MEO Lizenzverträge abgeschlossen hatten.
Die Veranstaltung fand am 4. Juni 1964 im Casino du Liban in Beirut statt. Es gab 17 Bewerberinnen.
| Land                    | Schreibweise bei Pageantopolis | Schreibweise in der Heimatsprache | Teilnahme an weiteren Wettbewerben                             |
| ----------------------- | ------------------------------ | --------------------------------- | -------------------------------------------------------------- |
| Platzierungen           |                                |                                   |                                                                |
| 1. Holland              | Elly Konie Koot                | Elly Koot                         |                                                                |
| 2. BR Deutschland       | Marion Sibylle Zota            | Marion Zota                       | Miss International 1963: Semifinale                            |
| 3. Schweden             | Siv Märta Åberg                | Siv Åberg                         | Miss Universe 1964: Platz 4                                    |
| 4. Frankreich           | Edith Noël                     | Edith Noël                        | Miss Universe 1964: Semifinale                                 |
| 5. Spanien              | Rosa María Ruiz                |                                   |                                                                |
| Unter den Top 10        |                                |                                   |                                                                |
| Finnland                | Sirpa Suosmaa                  | Sirpa Suosmaa                     | Miss Scandinavia 1965: Platz 2                                 |
| Norwegen                | Jorunn Nystedt                 |                                   | Miss Scandinavia 1963: Platz 4, Miss Universe 1964: Semifinale |
| Weitere Teilnehmerinnen |                                |                                   |                                                                |
| Belgien                 | Danièle Defrère                | Danièle Defrère                   | Miss Universe 1964, Miss World 1964                            |
| Dänemark                | Winnie Beck                    |                                   |                                                                |
| England                 | Brenda Blackler                | Brenda Blackler                   | Miss Universe 1964: Platz 2                                    |
| Griechenland            | Kia Limperi                    | Κία Λυμπέρη (Kia Limperi)         |                                                                |
| Irland                  | Joan Power                     | Joan Power                        | Miss World 1963                                                |
| Island                  | Sonja Egilsdóttir              |                                   |                                                                |
| Italien                 | María Luisa („Marilù“) Perini  |                                   |                                                                |
| Luxemburg               | Mariette-Sophie Stephano       | Mariette Sophie Stephano          | Miss Universe 1964, Miss World 1966                            |
| Österreich              | Rosita Nowak                   |                                   |                                                                |
| Schweiz                 | Sandra Sulser                  | Sandra Sulzer                     | Miss Universe 1964                                             |
| Nicht angetreten        |                                |                                   |                                                                |
| Türkei                  | ?                              |                                   |                                                                |